# William Henry Clapperton
William Henry Clapperton, né le 27 janvier 1839 à Carleton et mort le 31 mai 1922 à Maria, est un homme politique québécois.

## Biographie
De 1897 à 1904, il est député de Bonaventure à l'Assemblée législative du Québec.